# Суттар, Харри
Харри Джеймс Суттар (англ. Harry James Souttar; род. 22 октября 1998, Абердин) — австралийский футболист, защитник клуба «Лестер Сити» и сборной Австралии. Участник летних Олимпийских игр 2020 в Токио и чемпионата мира 2022.

## Клубная карьера
Суттар — воспитанник клубов «Селтик» и «Данди Юнайтед». 10 мая 2016 года в матче против «Партик Тисл» он дебютировал в шотландской Премьер-лиге в составе последнего. 14 мая в поединке против «Килмарнока» Харри забил свой первый гол за «Данди Юнайтед». Летом 2017 года Суттар перешёл в английский «Сток Сити». Для получения игровой практики он выступал за дублирующий состав. В начале 2018 года Суттар перешёл в «Росс Каунти». В матче против «Мотеруэлла» он дебютировал за новый клуб.
В начале 2019 года Суттар был арендован «Флитвуд Таун». 2 февраля в матче против «Чарльтон Атлетик» он дебютировал в Первой лиге Англии. 30 марта в поединке против «Аккрингтон Стэнли» Харри забил свой первый гол за «Флитвуд Таун».
Летом 2020 года Суттар вернулся в «Сток Сити». 26 сентября в матче против «Престон Норт Энд» он дебютировал в Чемпионшипе. 6 марта 2021 года в поединке против «Уиком Уондерерс» Харри забил свой первый гол за «Сток Сити».
31 января 2023 года перешёл в «Лестер Сити», подписав контракт до лета 2028 года. 4 февраля в матче против «Астон Виллы» он дебютировал в английской Премьер-лиге. По итогам сезона клуб вылетел из элиты, но игрок остался в команде. 7 октября в поединке против «Сток Сити» он дебютировал в Чемпионшипе. 

## Карьера в сборной
В 2015 года в составе юношеской сборной Шотландии Суттар принял участие в юношеском чемпионате Европы в Болгарии. На турнире он сыграл в матчах против сборных Франции и Греции.
В 2019 году Харри принял решение выступать за Австралию. 10 октября в отборочном матче чемпионата мира 2022 против сборной Непала Суттар дебютировал за сборную Австралии. В этом же поединке он сделал «дубль», забив свои первые голы за национальную команду.
В 2021 году в составе олимпийской сборной Австралии Суттар принял участие в летних Олимпийских играх 2020 в Токио. На турнире он сыграл в матчах против команд Аргентины, Испании и Египта.
В 2022 году Суттар принял участие в чемпионате мира в Катаре. На турнире он сыграл в матчах против сборных Аргентины, Франции, Туниса и Дании.
В 2024 году Суттар принял участие в Кубке Азии 2023 в Катаре. На турнире он сыграл в матчах против команд Индии, Сирии, Узбекистана, Индонезии и Южной Кореи. В поединке против индонезийцев Харри забил гол.

### Голы за сборную Австралии
| #   | Дата            | Место                                      | Противник      | Результат | Счёт | Соревнование                     |
| --- | --------------- | ------------------------------------------ | -------------- | --------- | ---- | -------------------------------- |
| 01. | 10 октября 2019 | Канберра-стэдиум, Канберра, Австралия      | Непал          | 3:0       | 5:0  | Чемпионат мира 2022 квалификация |
| 02. | 10 октября 2019 | Канберра-стэдиум, Канберра, Австралия      | Непал          | 4:0       | 5:0  | Чемпионат мира 2022 квалификация |
| 03. | 15 октября 2019 | Национальный стадион, Гаосюн, Тайвань      | Тайвань        | 1:5       | 1:7  | Чемпионат мира 2022 квалификация |
| 04. | 15 октября 2019 | Национальный стадион, Гаосюн, Тайвань      | Тайвань        | 1:7       | 1:7  | Чемпионат мира 2022 квалификация |
| 05. | 7 июня 2021     | Джабер-эль-Ахмед, Эль-Кувейт, Кувейт       | Тайвань        | 1:0       | 5:1  | Чемпионат мира 2022 квалификация |
| 06. | 15 июня 2021    | Джабер-эль-Ахмед, Эль-Кувейт, Кувейт       | Иордания       | 1:0       | 1:0  | Чемпионат мира 2022 квалификация |
| 07. | 9 сентября 2023 | Эй-ти-энд-ти Стэдиум, Арлингтон, США       | Мексика        | 0:1       | 2:2  | Товарищеский матч                |
| 08. | 18 октября 2023 | Брентфорд Коммьюнити, Брентфорд, Англия    | Новая Зеландия | 1:0       | 2:0  | Товарищеский матч                |
| 09. | 16 ноября 2023  | Прямоугольный стадион, Мельбурн, Австралия | Бангаладеш     | 1:0       | 7:0  | Чемпионат мира 2026 квалификация |
| 10. | 21 ноября 2023  | Джабер-эль-Ахмед, Эль-Кувейт, Кувейт       | Палестина      | 0:1       | 0:1  | Чемпионат мира 2026 квалификация |
| 11. | 28 января 2024  | Джассим бин Хамад, Эр-Райян, Катар         | Индонезия      | 4:0       | 4:0  | Кубок Азии 2023                  |